# BLIRT
BLIRT SA (BioLab Innovative Research Technologies) – polska firma biotechnologiczna specjalizująca się w wytwarzaniu wysokiej jakości wyspecjalizowanych enzymów oraz odczynników dedykowanych do zastosowania w Life Science z siedzibą w Gdańsku. Obecnie wiodący producent Proteinazy K, Inhibitora RNaz oraz innych rekombinowanych białek i enzymów stosowanych w biologii molekularnej.
Spółka akcyjna założona w 2008 od 16 marca 2011 jest notowana na Giełdzie Papierów Wartościowych w Warszawie na rynku NewConnect.

## Historia spółki
Firma założona w 1994 roku jako DNA-Gdańsk, przekształciła się w spółkę BLIRTA w 2007 roku.
Badania prowadzone przez laboratoria BLIRT skupiały się wokół innowacyjnej enzymologii i biokatalizy, procesów fermentacyjnych oraz miniaturyzacji układów z wykorzystaniem osiągnięć nanotechnologii i biotechnologii. Przedsiębiorstwo zajmowało się też badaniami DNA, otrzymywaniem genów, produkcją białek (w tym przeciwciał), sprzedażą usług biotechnologicznych, realizacją projektów badawczo–rozwojowych na zlecenie (outsourcing badań) oraz prowadzeniem własnych komercyjnych projektów badawczo-rozwojowych. W zakresie outsourcingu badań firma oferowała procesy w fazie przedklinicznych testów laboratoryjnych: konstrukcję cząsteczki leku, syntezę, testy in vitro oraz procesy analityczne w wybranych etapach testów w fazie klinicznej badań. Blirt prowadził też badania nad płynem do przechowywania narządów ludzkich przeznaczonych do przeszczepu.
W skład rady naukowej firmy wchodzili profesorowie: Wacław Szybalski, Grzegorz Węgrzyn, Ryszard Andruszkiewicz, Rafał Dziadziuszko, Andrzej Składanowski i Bogusław Szewczyk.
W 2013 roku w 3. edycji konkursu dla polskich liderów innowacji organizowanego przez Polską Agencję Rozwoju Przedsiębiorczości zdobyła dwie główne nagrody w kategoriach:
- „Innowacyjny Projekt Rozwiązujący Ważny Społecznie Problem” za opracowanie nowych leków zwalczających grzybicę, będących nowymi pochodnymi nystatyny A1 i amfoterycyny B. Zostały opracowane przez zespół naukowców wywodzących się z Politechniki Gdańskiej pod kierunkiem profesora Edwarda Borowskiego[12][13].
- „Współpraca Biznesu z Nauką” nagrodę główną otrzymał projekt nowego leku cytostatycznego, który ma być stosowany w terapii lekoopornych nowotworów[14][15].

## Produkty
BLIRT produkuje na dużą skalę Proteinazę K, Inhibitor rybonuklaz, polimerazy, ligazy, nukleazy, a także zestawy do izolacji kwasów nukleinowych, odczynniki do odwrotnej transkrypcji oraz do Real-Time PCR, które są dystrybuowane przez globalną siec dystrybutorów.